# Iago Herrerín
Iago Herrerín Buisán (Bilbao, 25 giugno 1988) è un calciatore spagnolo, portiere del Sestao River.

## Carriera
Nella stagione 2013-2014 ha esordito nella Liga con l'Athletic Bilbao.
Nel 2016 passa in prestito al Leganes, per poi ritornare nel 2017 all'Athletic Bilbao e giocarci quattro anni. Nel 2021 scade il suo contratto con l'Athletic Bilbao e firma per il club arabo dell'Al Raed.

## Palmarès

### Club

#### Competizioni nazionali
- Supercoppa di Spagna: 2

Athletic Bilbao: 2015, 2021